# Grive à tête orange
Geokichla citrina
Espèce
Synonymes
- Zoothera citrina (protonyme)

Statut de conservation UICN

 LC  : Préoccupation mineure
La Grive à tête orange (Geokichla citrina) est une espèce de passereaux de la famille des Turdidae.

## Description
La grive orange mesure jusqu'à 22 cm de long de la tête à la queue.
Cet oiseau timide et discret recherche sa nourriture principalement dans le sous-bois dense près du sol, le plus souvent de l'aube au crépuscule. Il se nourrit d'insectes, de vers de terre et de fruits.

## Répartition et sous-espèces

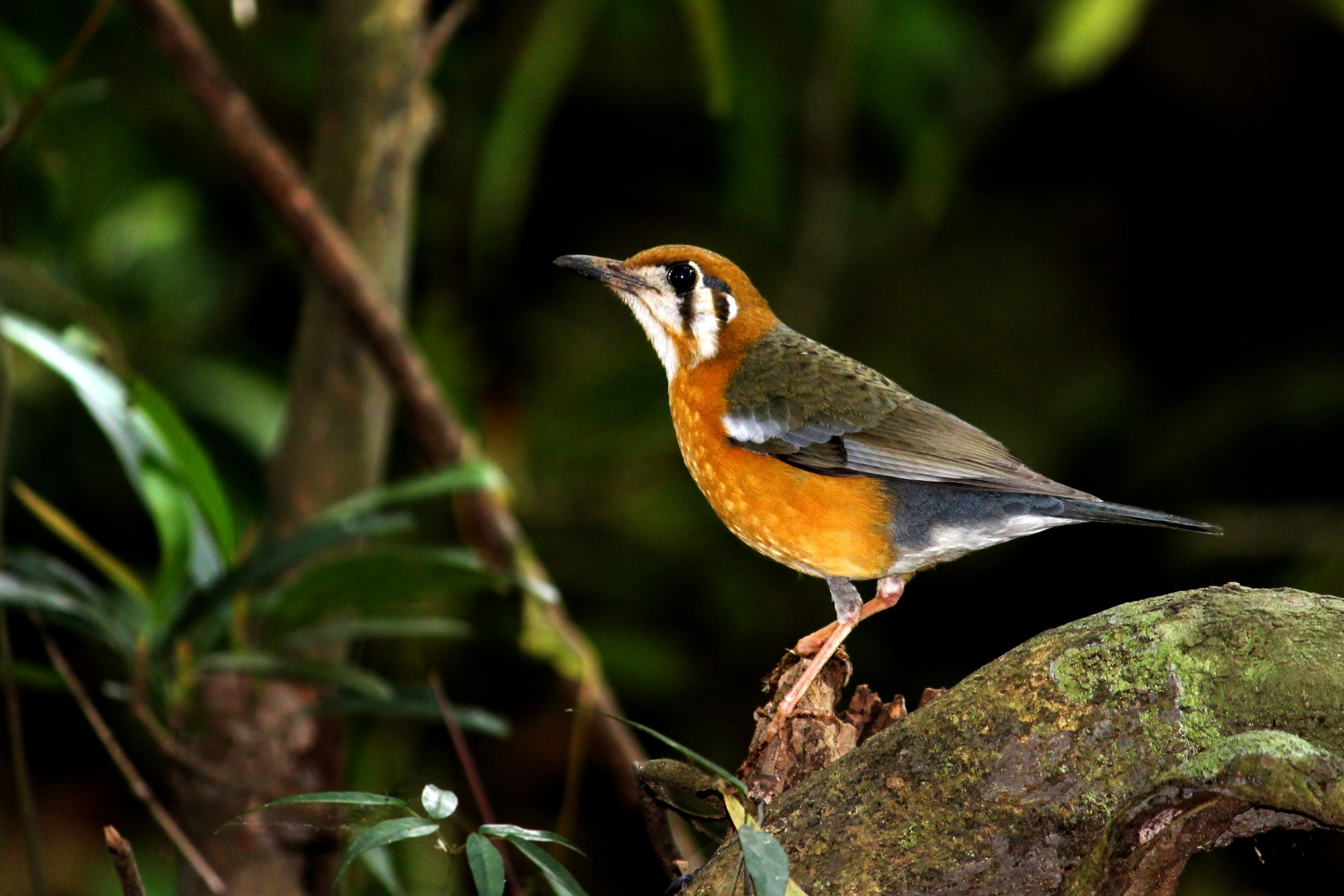
La sous-espèce G. c. cyanota.

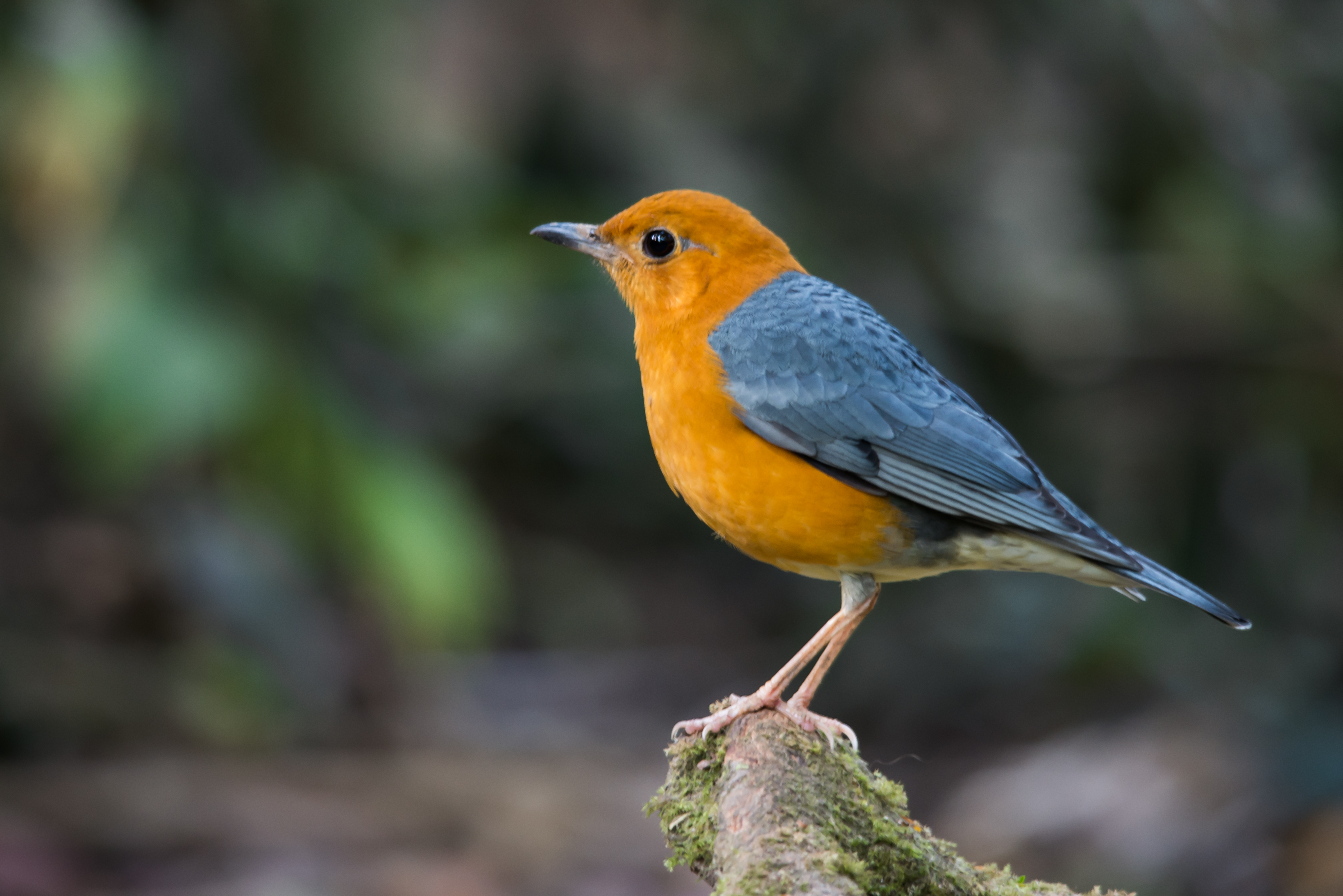
La sous-espèce G. c. innotata au parc national de Khao Yai.

Cet oiseau est répandu à travers l'écozone indomalaise.
Selon la classification de référence du Congrès ornithologique international (15.1, 2025) il se répartit en dix sous-espèces (ordre phylogénique) :
- G. c. citrina (Latham, 1790) — Himalaya (jusqu'à 1830m) ;
- G. c. cyanota (Jardine, Selby, 1828) — Inde ;
- G. c. innotata Blyth, 1846 — Indochine ;
- G. c. melli (Stresemann, 1923) — sud de la Chine ;
- G. c. courtoisi (Hartert, 1909) — est de la Chine ;
- G. c. aurimacula (Hartert, 1910) — Hainan ;
- G. c. andamanensis Walden, 1874 — îles Andaman ;
- G. c. albogularis Blyth, 1847 — îles Nicobar ;
- G. c. aurata Sharpe, 1888 — chaîne Crocker (Bornéo) ;
- G. c. rubecula Gould, 1836 — Java et Bali.

## Galerie

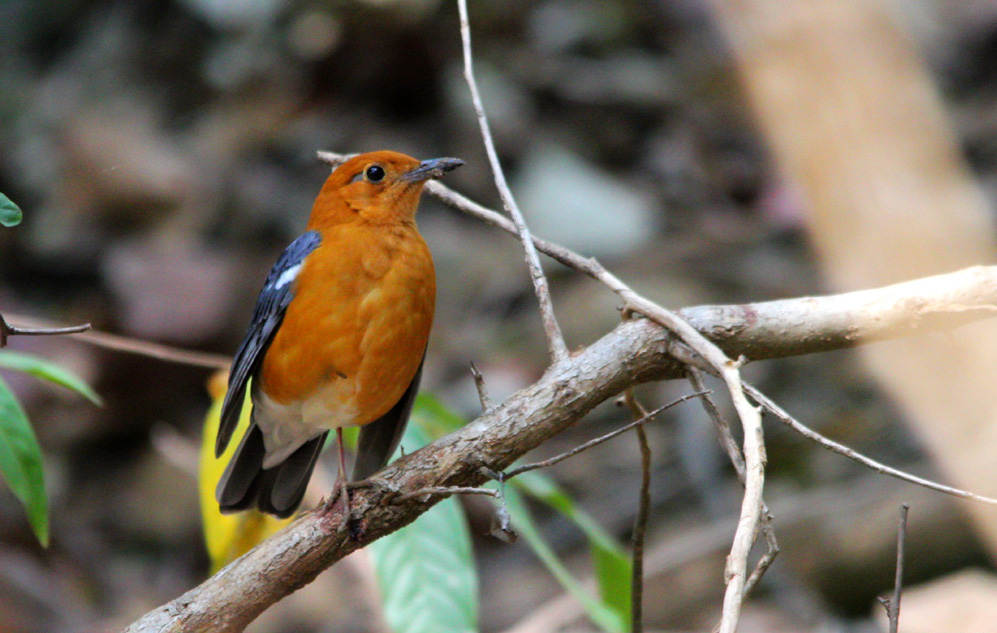
..au sanctuaire de la vie sauvage de la Cauvery
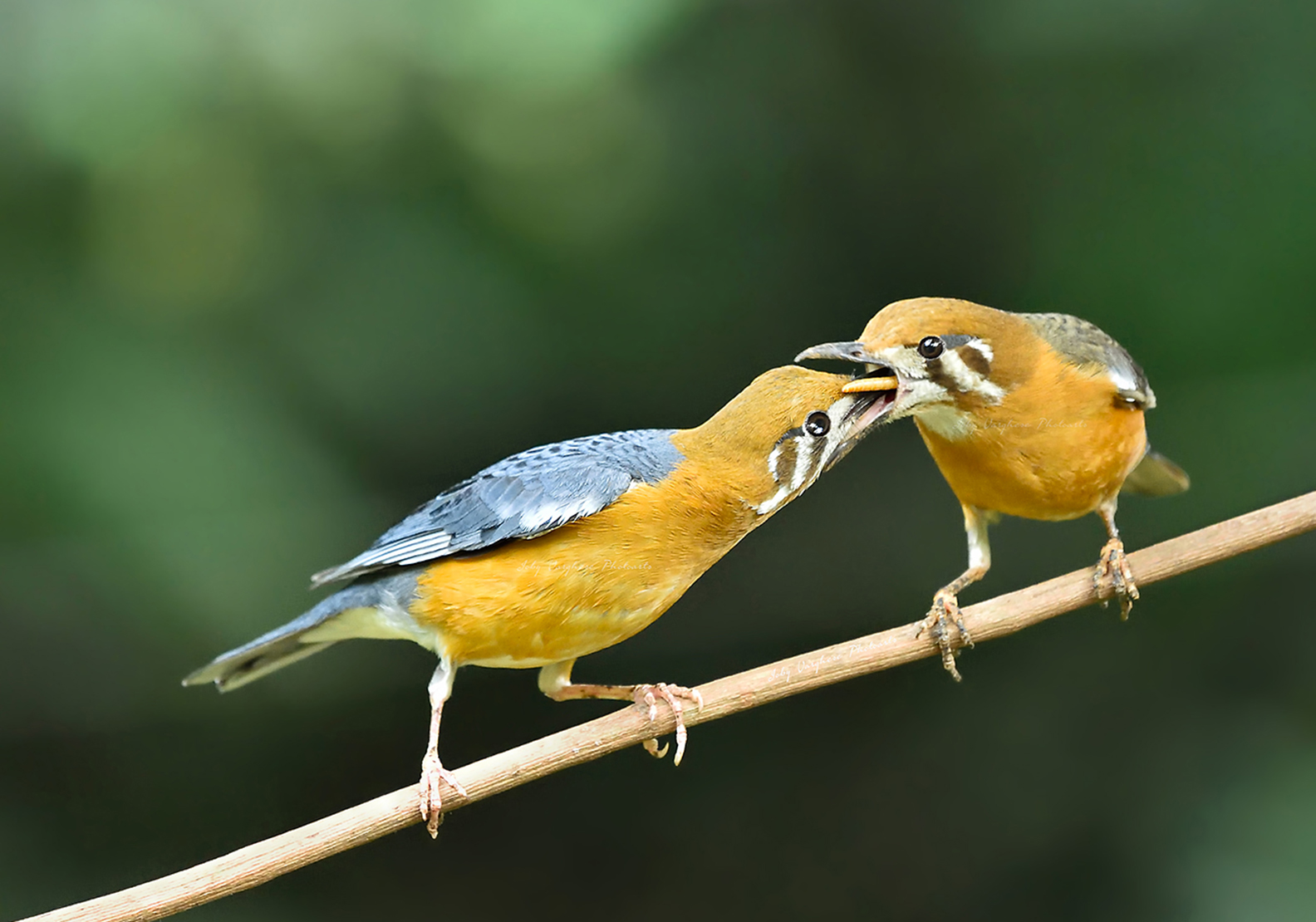
Photo prise dans le Kerala, en Inde
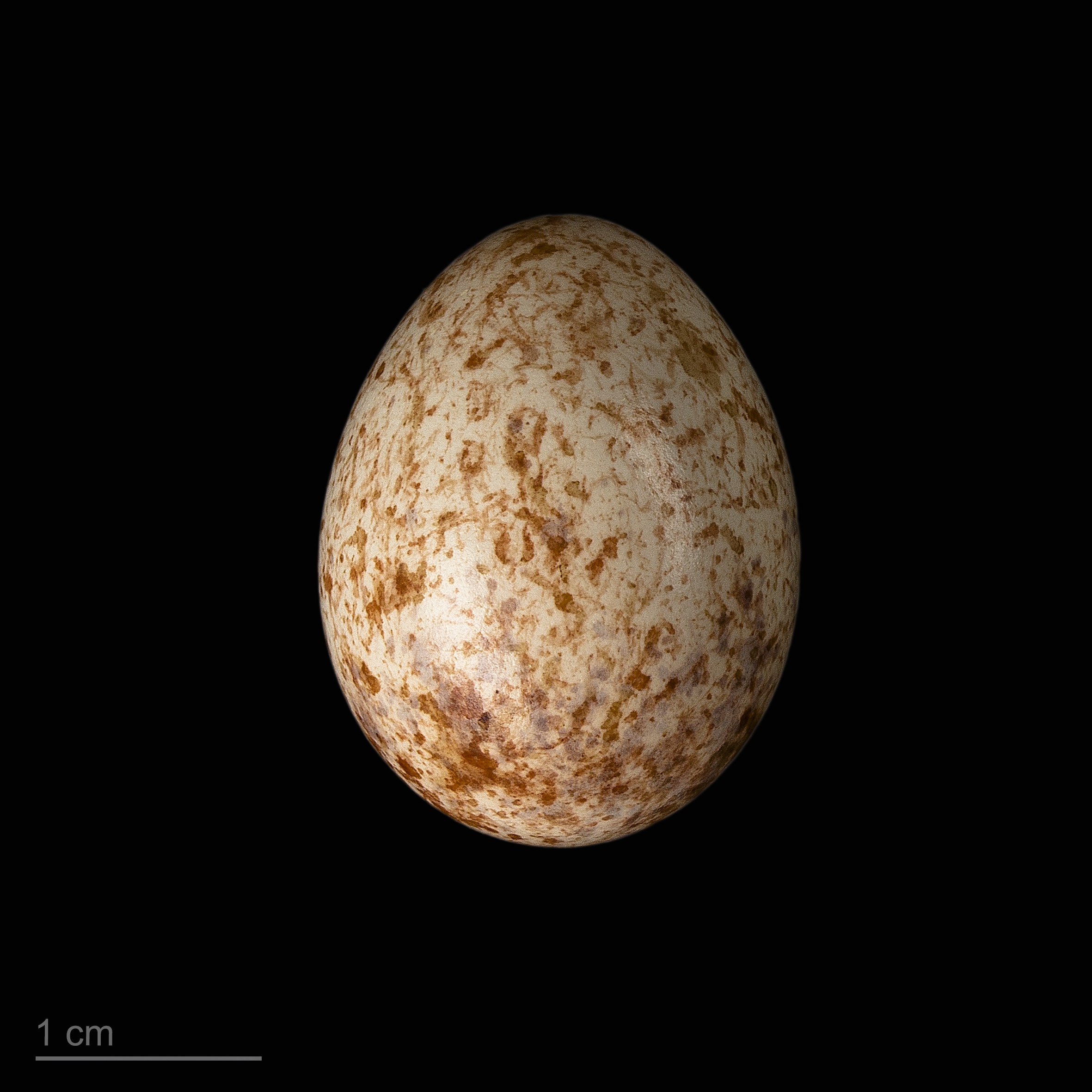
Geokichla citrina  - MHNT